# تصيفات كأس العالم 2026 – آسيا الجولة الأولى
الجولة الأولى من تصفيات كأس العالم 2026، وهي كانت أيضًا الجولة الأولى من تصفيات كأس آسيا 2027 لعبت في الفترة من 12 إلى 17 أكتوبر 2023 

## نظام الجولة
قسم إجمالي عشرين منتخب إلى عشر مواجهات ذهابا وإيابا، حيث تأهل الفائزون إلى الدور الثاني. نظرًا لأن قرعة الجولة الثانية جرت في نفس تاريخ سحب الجولة الأولى.
وجاء الجدول على النحو التالي: 
| المباراة | التاريخ        |
| -------- | -------------- |
| مباراة 1 | 12 أكتوبر 2023 |
| مباراة 2 | 17 أكتوبر 2023 |

## القرعة
أجريت قرعة الدور الأول في 27 يوليو 2023 في كوالالمبور، ماليزيا.  تم تقسيم الفرق العشرين إلى عشرة ثنائيات، حيث يلعب كل فرقين مباراتي ذهاب وإياب يومي 12 و17 أكتوبر 2023. تشير الأرقام الموجودة بين قوسين إلى تصنيف الفيفا لمنتخبات للرجال لشهر يوليو 2023.
ملاحظة: تأهلت الفرق الفائزة إلى الدور الثاني.
| وعاء 1 | وعاء 2 |
| --- | --- |
| - هونغ كونغ (149) - إندونيسيا (150) - تايبيه الصينية (153) - المالديف (155) - اليمن (156) - أفغانستان (157) - سنغافورة (158) - ميانمار (160) - نيبال (175) - كمبوديا (176) | - ماكاو (182) - منغوليا (183) - بوتان (185) - لاوس (187) - بنغلاديش (189) - بروناي (190) - تيمور الشرقية (192) - باكستان (201) - غوام (203) - سريلانكا (207) |

## النتائج
تأهل الفائزون العشرة إلى الدور الثاني من التصفيات.

## المباريات
| أفغانستان    | 1–0   | منغوليا |
| ------------ | ----- | ------- |
| - Sharza 60' | تقرير |         |

| منغوليا | 0–1   | أفغانستان |
| ------- | ----- | --------- |
|         | تقرير | - نور 72' |

فازت أفغانستان 2–0 في مجموع المباراتين وتأهلت إلى الدور الثاني.
| المالديف   | 1–1   | بنغلاديش    |
| ---------- | ----- | ----------- |
| - ناظم 87' | تقرير | - سعد 90+2' |

| بنغلاديش               | 2–1   | المالديف    |
| ---------------------- | ----- | ----------- |
| - Rakib 11' - فهيم 46' | تقرير | - Aisam 36' |

فازت بنغلاديش بنتيجة 3-2 في مجموع المباراتين وتقدمت إلى الدور الثاني.
| سنغافورة               | 2–1   | غوام         |
| ---------------------- | ----- | ------------ |
| - هاوزن 35' - مالر 41' | تقرير | - كانليف 90' |

| غوام | 0–1   | سنغافورة     |
| ---- | ----- | ------------ |
|      | تقرير | - Shawal 81' |

فازت سنغافورة بنتيجة 3–1 في مجموع المباراتين وتأهلت إلى الدور الثاني.
| اليمن                                    | 3–0   | سريلانكا |
| ---------------------------------------- | ----- | -------- |
| - Maher 33' - الغواشي 67' - المطري 90+3' | تقرير |          |

| سريلانكا        | 1–1   | اليمن       |
| --------------- | ----- | ----------- |
| - راثناياكي 89' | تقرير | - المطري 4' |

فازت اليمن بنتيجة 4–1 في مجموع المباراتين وتأهلت إلى الدور الثاني.
| ميانمار                                                                                   | 5–1   | ماكاو        |
| ----------------------------------------------------------------------------------------- | ----- | ------------ |
| - Lwin Moe Aung 39'، 90+5' - Soe Moe Kyaw 62' - Aung Kaung Mann 81' - Nay Moe Naing 90+1' | تقرير | - Torrão 55' |

| ماكاو | 0–0   | ميانمار |
| ----- | ----- | ------- |
|       | تقرير |         |

فازت ميانمار بنتيجة 5–1 في مجموع المباراتين وتأهلت إلى الدور الثاني.
| كمبوديا | 0–0   | باكستان |
| ------- | ----- | ------- |
|         | تقرير |         |

| باكستان     | 1–0   | كمبوديا |
| ----------- | ----- | ------- |
| - Hamid 68' | تقرير |         |

فازت باكستان 1–0 في مجموع المباراتين وتأهلت إلى الدور الثاني.
| تايبيه الصينية                                               | 4–0   | تيمور الشرقية |
| ------------------------------------------------------------ | ----- | ------------- |
| - Yu Yao-hsing 4'، 60' - Chen Ting-yang 57' - Ko Yu-ting 88' | تقرير |               |

| تيمور الشرقية | 0–3   | تايبيه الصينية                                    |
| ------------- | ----- | ------------------------------------------------- |
|               | تقرير | - Yu Chia-huang 18' - Wu Yen-shu 21' - Kouamé 24' |

فاز فريق تايبيه الصينية بنتيجة 7-0 في مجموع المباراتين وتأهل إلى الدور الثاني.
| إندونيسيا                                                     | 6–0   | بروناي |
| ------------------------------------------------------------- | ----- | ------ |
| - Dimas 7'، 72'، 90+2' - Ridho 12' - Sananta 63' (ركلة.)، 67' | تقرير |        |

| بروناي | 0–6   | إندونيسيا                                                                 |
| ------ | ----- | ------------------------------------------------------------------------- |
|        | تقرير | - Hokky 6'، 44' - إيغاي 42' - Witan 47' (ركلة.) - Ridho 63' - Sananta 82' |

فازت إندونيسيا بنتيجة 12–0 في مجموع المباراتين وتأهلت إلى الدور الثاني.
| هونغ كونغ                                           | 4–0   | بوتان |
| --------------------------------------------------- | ----- | ----- |
| - Udebuluzor 10'، 16' - تشان 28' - Norbu 35' (ه.ذ.) | تقرير |       |

| بوتان                       | 2–0   | هونغ كونغ |
| --------------------------- | ----- | --------- |
| - غيلتشين 28' - Chogyal 47' | تقرير |           |

فازت هونغ كونغ بنتيجة 4–2 في مجموع المباراتين وتأهلت إلى الدور الثاني.
| نيبال       | 1–1   | لاوس          |
| ----------- | ----- | ------------- |
| - بيستا 48' | تقرير | - بونكونج 33' |

| لاوس | 0–1   | نيبال       |
| ---- | ----- | ----------- |
|      | تقرير | - Dangi 53' |

فازت نيبال بنتيجة 2–1 في مجموع المباراتين وتأهلت إلى الدور الثاني.

## الترتيب للفرق الخاسرة
كانت الجولة الأولى ايضا بمثابة تصفيات تمهيدية لكأس آسيا 2027.، حيث سيتقدم الفريق الخاسر المصنف الأول مباشرة إلى الجولة الثالثة من تصفيات كأس آسيا، بينما ينضم الباقي إلى جزر ماريانا الشمالية في جولة الملحق. ومع ذلك، لم يتم تضمين غوام وجزر ماريانا الشمالية في قرعة جولة الملحق المعلن عنها في 1 مايو 2024. أدى هذا إلى انتقال الفرق الثلاثة الخاسرة الأولى (بوتان وجزر المالديف ولاوس) مباشرة إلى الجولة الثالثة، ودخول الفرق الستة المتبقية جولة الملحق.
| م  | الفريق        | لعب | ف | ت | خ | أ.له | أ.ع | أ.ف | نقاط | التأهل                         |
| -- | ------------- | --- | - | - | - | ---- | --- | --- | ---- | ------------------------------ |
| 1  | بوتان         | 2   | 1 | 0 | 1 | 2    | 4   | −2  | 3    | تصفيات كأس آسيا الدور الثالث ‏  |
| 2  | المالديف      | 2   | 0 | 1 | 1 | 2    | 3   | −1  | 1    | تصفيات كأس آسيا الدور الثالث ‏  |
| 3  | لاوس          | 2   | 0 | 1 | 1 | 1    | 2   | −1  | 1    | تصفيات كأس آسيا الدور الثالث ‏  |
| 4  | كمبوديا       | 2   | 0 | 1 | 1 | 0    | 1   | −1  | 1    | الدور الفاصل لتصفيات كأس آسيا ‏ |
| 5  | سريلانكا      | 2   | 0 | 1 | 1 | 1    | 4   | −3  | 1    | الدور الفاصل لتصفيات كأس آسيا ‏ |
| 6  | ماكاو         | 2   | 0 | 1 | 1 | 1    | 5   | −4  | 1    | الدور الفاصل لتصفيات كأس آسيا ‏ |
| 7  | غوام          | 2   | 0 | 0 | 2 | 1    | 3   | −2  | 0    | عدم المشاركة في جولة التصفيات  |
| 8  | منغوليا       | 2   | 0 | 0 | 2 | 0    | 2   | −2  | 0    | الدور الفاصل لتصفيات كأس آسيا ‏ |
| 9  | تيمور الشرقية | 2   | 0 | 0 | 2 | 0    | 7   | −7  | 0    | الدور الفاصل لتصفيات كأس آسيا ‏ |
| 10 | بروناي        | 2   | 0 | 0 | 2 | 0    | 12  | −12 | 0    | الدور الفاصل لتصفيات كأس آسيا ‏ |

## الملاحظات
1. ↑  أوقفت سريلانكا بسبب تدخل الحكومة في كرة القدم، لكنها ضمت مؤقتًا إلى القرعة لمنح فرصة للتعديل الوضع.[5] ثم رفع الحظر عنها بعد تسوية المسألة.[6]
2. ↑  لعبت أفغانستان مباراتها المقررة على أرضها في مكان محايد بسبب استمرار النزاع فيها.
3. ↑  لعبت اليمن مباراتها في مكان محايد بسبب الحرب الأهلية في اليمن.
4. ↑  لعبت تيمور الشرقية مباراتها على أرضها في كاوشيونغ، بسبب عدم استيفاء الملعب الوطني في ديلي لمعايير الفيفا.